# يلينا فيالبه
يلينا فيالبه (Yelena Välbe) (الروسية: Еле́на Вале́рьевна Вя́льбе) هي لاعبة أولمبية لرياضة تزلج ريفي من روسيا. شاركت في الأولمبياد الشتوي في 1992–1998، وفازت بما مجموعه 7 ميداليات.

## الميداليات
| ذهب | فضة | برونز | المجموع |
| 3   | 0   | 4     | 7       |

## روابط خارجية
- يلينا فيالبه على موقع IMDb (الإنجليزية)
- يلينا فيالبه على موقع الموسوعة البريطانية (الإنجليزية)
- يلينا فيالبه على موقع الاتحاد الدولي للتزلج (التزلج الريفي) (الإنجليزية)
- يلينا فيالبه على موقع أوليمبيديا (الإنجليزية)